# 戸野琢磨
戸野 琢磨（との たくま、1891年 - 1985年5月10日）は、日本の造園家、作庭家、ランドスケープアーキテクト。造園分野では日本人で初めてアメリカの大学で学位を取得し、帰国後日本ではじめての造園設計事務所・ランドスケープコンサルタントを設立して設計活動した。
戦後はアメリカで日本庭園の作庭活動や講演などをとおして日米間のランドスケープアーキテクチェア分野での国際交流にも貢献した。
1959年に造園家アメリカ協会 (ASLA) メンバー・名誉会員に推挙され、米国の庭園デザイン界でも広く名を知られていた。米国大使館などの外国大使館庭園の作品も多く、日本とアメリカ両国でかなりの数の作品を残している。

## 人物概要
大阪府で生まれる。父親は開業医で、その後日本庭園の多くが集中する京都に引越しする。
1910年、旧制京都府立第一中学校を卒業し、同年に東北帝国大学予科に入学。1913年に東北帝国大学の農科大学から改組した北海道帝国大学農学部に園芸学を修めようと進学する。在学中に旭川松平農場の歴史編纂に関わり農場経営を研究、この成果を卒業論文とし、1916年に卒業。同時期、アメリカ渡航免状を取得。ニューヨーク山中商会に勤める叔父をたよって渡米。中学校時代の英語教科書の口絵にあったアメリカの大平原に12頭の馬が走る馬車の姿が写る写真をみて、大農場の経営を夢見た。
叔父の勧めにより、コーネル大学のランドスケープ学科に進学、4年生課程を2年で卒業し修士課程に進学。1921年にランドスケープの修士号MLD取得。
同大学で1922年まで、設計演習担当のインストラクターとして在籍。大学では日本庭園の講義も担当した。その間、ノーマン・ニュートンらとヨーロッパ庭園研究の研修派遣を受ける。
関東大震災が1923年に東京を襲った年、日本に一時帰国。東京市公園技師嘱託につく。
1924年から1943年に辞任するまで、早稲田大学理工学部建築科に庭園学を教える非常勤講師として招聘される。
1924年、東京の銀座京橋に自身のデザインスタジオで日本初の造園設計事務所「戸野事務所」（後、戸野建築造園事務所を経て戸野琢磨造園研究室）を開設する。日本で造園と建築の設計をかねて業を開始。また、東京高等造園学校講師に就任。
1925年、雑誌『庭園』に「米国におけるジャパニーズ・ガーデン」を掲載。翌年「ランドスケープ・アーキテクツに就いて」を掲載。以降、同雑誌にいくつか小論を発表。
1938年発足の日本造園士会に参画し理事に就任。1940年には理事長に就任。終戦直後は病に倒れ一時療養。
1953年から1969年に退職するまで、東京農業大学で庭園学と海外の造園概要の教鞭をとる。1958年には同校教授に就任。同年、ワシントンDCで開催のIFLA世界大会に日本代表の一員として参加。そのころからアメリカで日本庭園の紹介講演などを行う。
1962年に、日本造園学会名誉会員に推挙される。

## 代表作

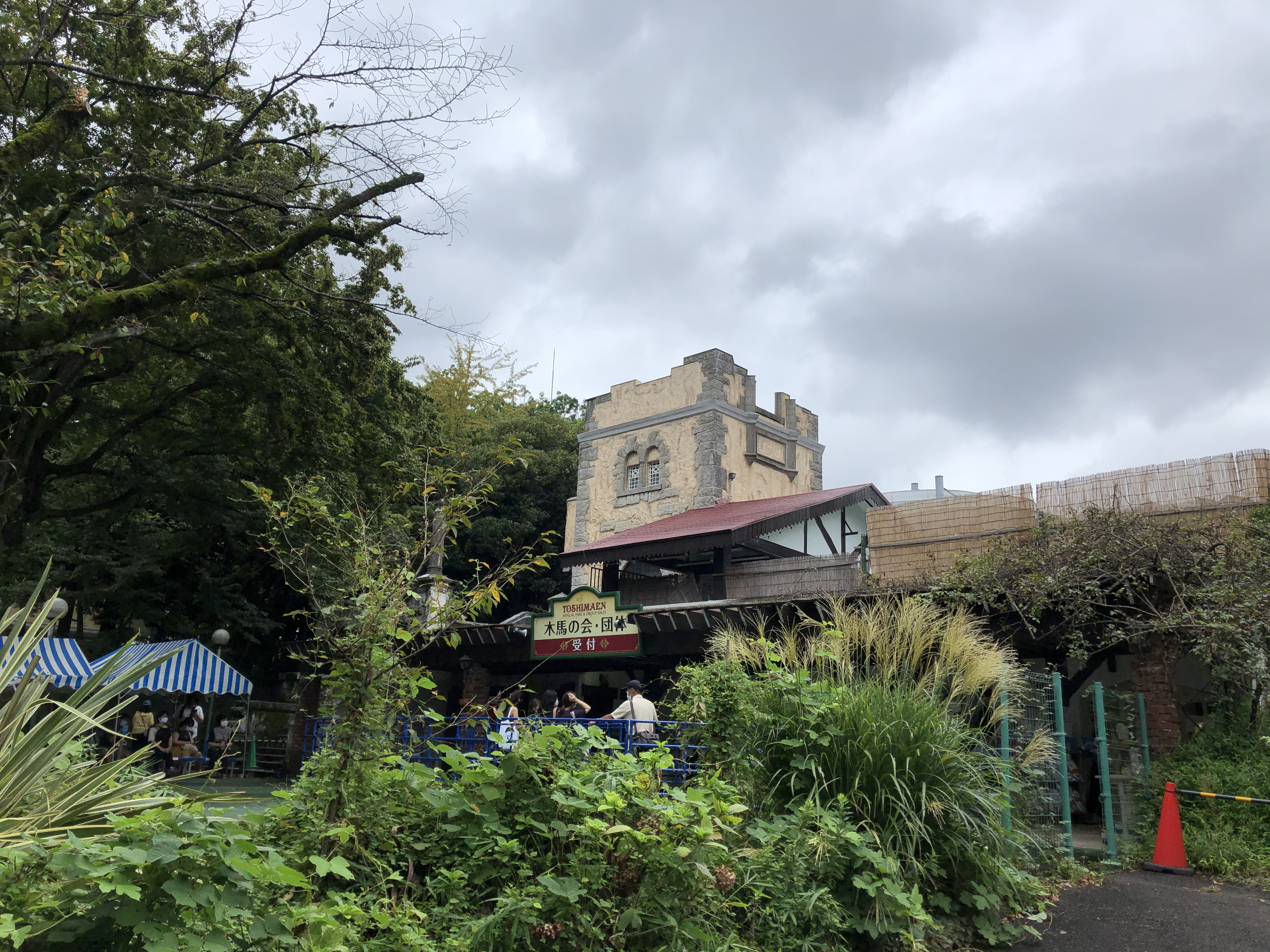
豊島園開園時から唯一現存する古城の塔

- 資生堂アートハウス造園設計

静岡県掛川市にある資生堂のショールームで1978年の竣工。造園設計を戸野が担当した。
- 札幌東本願寺（真宗大谷派札幌別院）墓苑

藻岩山山腹にひろがる墓苑。現在ではロープウェイが通る。帰国してきた時期に依頼され、関東大震災後の復興事業をうけ国民美術協会主催で行われた「帝都復興創築展覧会」で当時進行中で比較的規模のある造園作品として出展されている。
- 豊島園（としまえん）

練馬城跡で、1917年に藤田好三郎が土地を入手したの。東京で初の子供向け近代的な遊園地にするべく、戸野が設計した。1926年に造成着工して一部開園した。現在は古城の塔のみが現存し、保全など今後は未定である。
- 旧植村傳助邸（現在、世田谷区立桜丘すみれば自然庭園）

昭和初期につくられた邸宅と庭で、戸野と小形研三とで築造。1994年から区で跡地の取得を開始、2000年からは住民参加による緑地づくりに取り組む。
- ブルックリン植物園・砂と石の庭

1961年に改修を依頼され、京都の寺院・庵寺を模したレプリカを設計。日本国以外の海外に日本庭園設計の概念を導入するために尽力、国際的な評価を得る。
- 日吉の銀杏並木

『三田評論』2012年3月号（慶應義塾大学出版会）は、日吉駅から学園まで続く街路樹の選定に戸野も助言を仰いで銀杏と決定し、苗木の供給等の業を戸野が委託を受けている、と記す。
- ポートランド日本庭園

ブルックリン植物園の時点で、ポートランドに日本庭園をつくろうと可能性を探っていたオレゴン州のジャパン・ソサエティーのメンバーから依頼をうける。 1963年に設計され、1967年に開園した。現在に渡り、庭園の維持管理にディレクターシステムを導入している
ポートランドの人々に、現代的なランドスケープデザインの世界にだけでない多大な貢献をもたらしている
中部日本の気候とは異なり、ポートランドなどの庭園を構築するのに最適な場所を探そうとワシントンパーク動物園のサイトを回りまわって選び出した。
- Gardena Mayme Dear Library

公共図書館に附設した日本庭園は、中庭に位置している。建物の中ほぼすべての場所から図書館の訪問者が見ることができる。庭園は1964年に設計され、ガーデナ・バレー造園家協会（GVGA）から館側に寄贈されたものである。GVGAは、第二次世界大戦中に米国の強制収容所での生活を余儀なくされていた多くの日系アメリカ人の庭師によって、1950年に設立されている。
- 豊郷小学校造園空間

造園の設計を担当。1937年の竣工。近年の改修の際に建物だけでなく、戸野が原設計した前庭も含めて竣工当時基に復元されている。
- 石橋迎賓館（ISHIBASHI MANSION）

敷地は久留米高等女学校の跡地で、現存する建物は石橋徳次郎の私邸として1933年に建てられた。庭の設計を戸野が担当し、建物はコーネル大学で後輩の松田軍平が手掛けた。1931年に帰国した平田重雄と軍平を戸野が紹介した。
- 大丸ヴィラ・旧下村邸

洋館はウィリアム・メレル・ヴォーリズにより1932年に竣工。京都初の洋式庭園として作庭。バラ園。桜守として知られる佐野園が作庭に協力
上記のほか、田原邸庭園（東京都日野市）、大嶋動物園、ベビーゴルフ場、呉羽紡績大門工場（富山県）、出光興産徳山工場（1956年）、箱根樹木園（1965年）、スターリング・フォレスト（ニューヨーク・ベアマウント）などがあり、建築作品などで日本海電気ビル（富山県）、埼玉火葬場、大嶋山頂供養塔、都市計画設計は東林間都市分譲地計画、仙石原温泉付別荘地開発「温泉荘」分譲地設計（箱根、仙石原地所株式会社・箱根温泉供給株式会社　1930年から1935年） などがある。

## 著作
- 趣味のパテオ(共著) 洪洋社 1930
- 日本の庭園 岩波写真文庫146 1956年
- 欧州の庭園（造園叢書 6） 雄山閣
- 遊園地の設計と施設（総合園芸大系）
- 造園の計画と設計 鹿島出版会 1970年
- 世界名園集 (建築庭園図刊行会): 1928